# Gonzalo Cabrera
Gonzalo Gabriel Cabrera Giordano (Buenos Aires, 15 gennaio 1989) è un ex calciatore argentino con cittadinanza irachena, di ruolo centrocampista.

## Carriera
Ha giocato nella massima serie dei campionati cipriota, argentino, colombiano, rumeno, saudita e malese.